# Pleurothallis cutucuensis
Pleurothallis cutucuensis är en orkidéart som beskrevs av Carlyle August Luer. Pleurothallis cutucuensis ingår i släktet Pleurothallis och familjen orkidéer. Inga underarter finns listade i Catalogue of Life.